# Ribatejada
Ribatejada – miejscowość w Hiszpanii we wspólnocie autonomicznej Madryt, położona 45 km na wschód od Madrytu.